# Jack Scanlon
Jack Scanlon (Canterbury, 6 augustus 1998) een Britse voormalige jeugdacteur die vooral bekend is door zijn hoofdrol in de oorlogsfilm The Boy in the Striped Pyjamas uit 2008. 

## Filmografie

### Films
| Jaar | Film                           | Rol    |
| ---- | ------------------------------ | ------ |
| 2008 | The Boy in the Striped Pyjamas | Shmuel |

### Televisie
| Jaar | Programma               | Rol                  |
| ---- | ----------------------- | -------------------- |
| 2007 | Peter Serafinowicz Show | Verschillende rollen |
| 2009 | Runaway                 | Dean                 |
| 2010 | Married Single Other    | Joe                  |

## Nominaties
Scanlon werd in 2009 genomineerd voor een Young Artist Award in de categorie beste jonge acteur in een internationale feature film. 